# Paul-Luiz van Eijk
Paul-Luiz van Eijk (16 de março de 1986) é um futebolista cookense de ascendência neerlandesa que joga como zagueiro. Desde 2004 atua no Nikao Sokattak, um dos principais clubes do território.

## Seleção
Van Eijk defende a Seleção Cookense de Futebol desde 2004, fazendo sua estreia em maio do mesmo ano, contra a Nova Caledônia. 
Atuou também em jogos das eliminatórias da Copa do Mundo de 2014.

## Títulos
Nikao Sokattak
- Campeonato Cookense: 2004, 2005, 2006, 2008, 2009, 2021
- Copa das Ilhas Cook: 2005, 2007, 2008, 2010, 2011; 2012, 2020, 2021